# Norma Palafox
Norma Luz Irene Duarte Palafox (* 14. Oktober 1998 in Hermosillo, Sonora), in der Regel als Norma Palafox und manchmal auch als Norma Duarte bezeichnet, ist eine mexikanische Fußballspielerin, die im Angriff agiert.

## Leben
Norma Palafox begann ihre Laufbahn bei Einführung der Liga MX Femenil bei Chivas Femenil und gewann mit der Mannschaft das Eröffnungsturnier in der Apertura 2017.
Palafox war in der ersten Phase der neu eingeführten mexikanischen Frauenfußballliga die erfolgreichste Torjägerin von Chivas Femenil und wurde erst in der Clausura 2021 von Alicia Cervantes übertrumpft. In den Finalspielen der Apertura 2017 gegen Pachuca Femenil erzielte sie im Rückspiel den meisterschaftsentscheidenden Treffer zum 3:0-Endstand, mit dem die Hinspielniederlage von 0:2 übertrumpft war und wurde in die „Beste Mannschaft der Spielzeit“ gewählt.
2020 teilte Palafox mit, dass sie Chivas Femenil verlassen würde, um sich „persönlichen Angelegenheiten zu widmen“. Der wahre Grund war, dass sie an einer gut bezahlten Reality-Show teilnahm, bei der sie mehr Geld verdiente als wenn sie weiterhin für Chivas Femenil gespielt hätte. Nachdem sie sich die Fußballschuhe wieder angezogen hatte, konnte sie nie mehr ihre frühere Form erreichen.
Im Dezember 2020 unterschrieb Palafox einen Vertrag bei Pachuca Femenil, bei denen sie anderthalb Jahre unter Vertrag stand. Anschließend stand sie ein halbes Jahre bei Atlas Femenil unter Vertrag und wechselte Anfang 2023 zu Cruz Azul Femenil.
Wenn Palafox auch auf dem Spielfeld nicht mehr so zu überzeugen weiß wie in ihren Anfangsjahren, so zählt sie in den sozialen Netzwerken noch immer zu den 10 mexikanischen Sportlerinnen mit den meisten Followern.

## Erfolge
- Mexikanische Meisterin: Apertura 2017